# Mešita Kutubíja
Mešita Kutubíja (arabsky جامع الكتبية‎, francouzsky Koutoubia) je největší mešitou v marockém Marrákeši. Jedná se o nejslavnější sakrální stavbu Almohádovců, jejíž základní kámen byl položen roku 1158.[zdroj⁠?!] Minaret mešity byl dokončen za vlády almohádovský chalífy Jakúba al-Mansúra (1184–1199) a byl použit jako model pro Giraldu v Seville a Hassanovu věž v Rabatu.